# Prepper
Prepper (abgeleitet von englisch to be prepared für bereit sein bzw. dem englischen Pfadfindergruß Be prepared für „Sei bereit!“ oder „Allzeit bereit“) bezeichnet Personen, die sich mittels individueller Maßnahmen auf verschiedene Arten von Katastrophen vorbereiten. Dies geschieht beispielsweise durch Einlagerung bzw. eigenen Anbau von Lebensmittelvorräten, die Errichtung von Schutzbauten oder Schutzvorrichtungen an bestehenden Gebäuden, das Vorhalten von Schutzkleidung, Werkzeug, Funkgeräten, Wertgegenständen und Edelmetallen, Waffen und anderem. Außerdem werden Fähigkeiten in den Bereichen Erste Hilfe, Survival und Bushcrafting, körperliche Fitness und Selbstverteidigung trainiert.

## Hintergründe
Die Prepper-Szene entstand in den 1970er Jahren in den USA. Klimawandel, wirtschaftliche Krisen, wie z. B. die Finanzkrise ab 2007, aber auch die Covid-19-Pandemie und kriegerische Auseinandersetzungen wie der Russisch-Ukrainische Krieg führten zu einem Wachstum der Prepper-Szene mit zunehmender Verbreitung auch in Europa. Wissenschaftler wie der Kulturwissenschaftler Julian Genner attestieren dieser Szene ein fatalistisches Weltbild. Inzwischen gibt es in Deutschland, Österreich und der Schweiz Unternehmen, die sich auf eine Versorgung mit „Rundumpaketen“, wie z. B. Vorrats- und Ausrüstungspaketen (Notgepäck), spezialisiert haben. Dabei ist auch zu beobachten, dass Prepper „Schutzräume“ (Panikraum, Bunker) anlegen, in denen sie sich bei eventuellen Bürgerkriegen aufhalten wollen. Auch die Möglichkeit des Schutzes der eigenen Vorräte (Notvorrat) in einer solchen Situation wird als Motivation genannt.

## Zusammensetzung der Szene und Motivation
Prepper stellen sich nicht als eine homogene Gruppierung dar. In ihrer umfassenden Recherche hat die Journalistin Gabriela Keller dargestellt, dass „die Szene, wenn man sie überhaupt so nennen will, […] vielschichtig [ist]: von der Hartz-IV-Empfängerin bis zum Silicon-Valley-Milliardär, vom jungen Zeitsoldaten bis zum Frührentner“ ist alles dabei. Unter den Preppern sollen vereinzelt auch Reichsbürger, rechte Gruppierungen und Verschwörungstheoretiker versucht haben, die Szene zu unterwandern. In den letzten Jahren haben sich die großen Gemeinschaften (organisierte Prepper) wie „Prepper-Gemeinschaft Deutschland“ (PGD) und der „Prepper-Verein e. V.“ von diesen Gruppen distanziert.

## Situation in Deutschland
In Deutschland empfehlen verschiedene staatliche Stellen persönliche Krisenvorsorge als Ergänzung zur staatlichen Vorsorgeinfrastruktur. So empfiehlt das Bundesamt für Bevölkerungsschutz und Katastrophenhilfe in einem Ratgeber, pro erwachsene Person in einem Haushalt einen 10-tägigen Grundvorrat von 2200 kcal und je zwei Liter Wasser pro Tag anzulegen. Das Bundesministerium für Ernährung und Landwirtschaft stellt zu diesem Zweck online Informationen sowie einen Vorratskalkulator bereit. Außerdem werden regelmäßig verschiedene Krisen und ihre möglichen Folgen durch unterschiedliche Akteure theoretisch erörtert und praktisch trainiert. Das Büro für Technikfolgen-Abschätzung beim Deutschen Bundestag veröffentlichte beispielsweise eine großangelegte wissenschaftliche Studie zur Gefährdung und Verletzbarkeit moderner Gesellschaften – am Beispiel eines großräumigen und langandauernden Ausfalls der Stromversorgung.

## Mediale Aufarbeitung
Seit dem 1. Oktober 2012 strahlt der National Geographic Channel die Serie Preppers – Bereit für den Weltuntergang (im Original: Doomsday Preppers) aus. Im Dezember 2013 begann die Ausstrahlung der dritten Staffel.
In der Folge 16 Damit muss man rechnen (Erstausstrahlung: 17. Dezember 2014) der TV-Serie Der Tatortreiniger wird die Serienfigur Schotty abends zu einem Elektrofachhandel gerufen, wo er während seines Einsatzes den Mitarbeiter und Prepper Olaf kennenlernt. Dieser erläutert Schotty im weiteren Verlauf des Abends, welche Vorbereitungen man getroffen haben muss, um einen plötzlichen Zusammenbruch der bestehenden Gesellschaftsordnung über einen längeren Zeitraum überleben zu können.
Die Folge 176 Bereit bis in den Tod der TV-Serie SOKO Stuttgart spielt ebenso in der Prepperszene wie die 368. Folge der TV-Serie Polizeiruf 110: Demokratie stirbt in Finsternis.

## Begriffe
Der Begriff Prepper ist abgeleitet vom englischen to prepare ‚sich vorbereiten‘. Das Verb preppen wurde in die 2020er-Ausgabe des Duden aufgenommen.
- BOB: „Bug-Out Bag“. Ein Notfallrucksack, der Ausrüstung beinhaltet für den Transfer vom eigenen Zuhause zu einem sicheren Ort.
- EDC: „Everyday carry“. Gegenstände, die im Alltag jederzeit mitgeführt werden, um für unterschiedliche Szenarien bereit zu sein.
- EOTW: „End of the world“ (Ende der Welt) oder TEOTWAWKI: „The end of the world as we know it.“ (Das Ende der Welt, wie wir sie kennen.)[14] Ein Szenario, in dem es global zu sehr starken Gesellschaftsveränderungen kommt. Beispiele für solche Szenarien sind Auswirkungen der Klimakrise, magnetische Stürme wie das Carrington-Ereignis oder wirtschaftliche Systemumbrüche wie den Zusammenbruch der Sowjetunion.
- INCH pack: „I'm Never Coming Home pack“. Eine Variante des „bug-out bag“, die es jedoch in der Regel erlaubt, wesentlich mehr Ausrüstung zu transportieren. Ein INCH pack ist nicht für eine kurzzeitige Evakuierung, sondern für eine längere Zeit der Selbstversorgung gedacht.

## Prepping in der Extremismus-Szene
Die Prepperszene geht meist deutlich über staatliche Empfehlungen hinaus. „Ungeachtet der Intensität von Vorbereitungshandlungen“ sei jedoch laut einer Antwort der Bundesregierung auf eine Kleine Anfrage der FDP-Fraktion eine Krisenvorsorge „nicht als extremistisch zu bewerten“. Allerdings sei Krisenvorsorge auch Diskussionsgegenstand bei Rechtsextremisten und Reichsbürgern, welche „die Krise nicht nur befürchten, sondern entweder selbst herbeiführen wollen oder zumindest zur Realisierung ihrer extremistischen Vorstellungen nutzen wollen“.
Seit August 2017 ermittelte der Generalbundesanwalt gegen zwei Personen im Prepper-Milieu in Mecklenburg-Vorpommern, die sich in Chats darüber ausgelassen haben sollen, dass ein Krisenfall auch eine Chance zur Machtübernahme mit anschließender Internierung bzw. Ermordung linker Politiker sein könne. Die Polizei fand bei Hausdurchsuchungen Adressen von Politikern der Linken, der FDP, der Grünen sowie von Flüchtlingsverbänden, Arbeiterwohlfahrt und Gewerkschaften. Eine Kommission der Landespolizei Mecklenburg-Vorpommern soll nun ein detailliertes Bild der Szene erstellen. Der AfD-Abgeordnete Nikolaus Kramer kritisierte das Vorhaben der Polizei, während die SPD-Abgeordnete Martina Tegtmeier es begrüßte.
Im Sommer 2018 berichtete Der Spiegel über einen elfseitigen Bericht des Bundeskriminalamts und des Bundesverfassungsschutzes über die „Prepper-Szene“, der im Februar 2018 im Innenausschuss des Bundestages aufgegriffen worden war. Den Angehörigen der Szene sei demzufolge gemeinsam, dass sie auf ein apokalyptisches Ereignis warten. Was dieses Ereignis sein könnte, ist wiederum sehr verschieden: Bedrohungsszenarien, auf die sich Prepper vorbereiten, seien beispielsweise ein Einschlag des Asteroiden Apophis, massenhafte Migration oder ein Verfall der Währung Euro. Die Sicherheitsbehörden schätzten die Größe der Prepperszene auf „zwischen 10.000 und 180.000“ Angehörige; der Verfassungsschutz sehe darin „keine größere Gefahr“. Allerdings seien bei Durchsuchungen neben Lebensmittelvorräten vielfach auch große Mengen an Waffen und Munition vorgefunden worden.
2020 wurde in Sachsen-Anhalt eine weitere rechtsextreme Prepper-Gruppe bekannt. Im Zusammenhang mit dieser rechtsextremen „Zuflucht“-Preppergruppe, die sich seit 2015 auf einen „Rassenkrieg“ vorbereite, ermittelt im August 2020 die Generalstaatsanwaltschaft Naumburg. Unter den Mitgliedern befanden sich zahlreiche Angehörige der Bundeswehr sowie der Leipziger Burschenschaft „Germania“. Mindestens zwei Mitglieder der Gruppe waren für die AfD-Fraktion im Bundestag tätig. Es wurde ein Verfahren gegen mehrere Beschuldigte eingeleitet und das Landeskriminalamt Sachsen-Anhalt mit den Ermittlungen beauftragt. Es gehe um mutmaßliche Verstöße gegen das Waffengesetz und das Verwenden von Kennzeichen verfassungswidriger Organisationen, teilte die Generalstaatsanwaltschaft gegenüber der taz mit, die über die Aktivitäten der Gruppe zuerst berichtet hatte.

### Fach- und Sachliteratur
- Gabriela Keller: Bereit für den Untergang: Prepper. Das Neue Berlin, Berlin 2021, ISBN 978-3-360-01372-9.
- Richard G. Mitchell Jr.: Dancing at Armageddon: Survivalism and Chaos in Modern Times. The University of Chicago Press, Chicago 2001, ISBN 9780226532462.
- Mischa Luy: Und dann habe ich mir überlegt, warum hörst du denn nichts darüber? Zum Zusammenhang von Verschwörungsdenken und Preppen. In: Hessel, Florian; Chakkarath, Pradeep; Luy, Mischa (Hrsg.): Verschwörungsdenken. Zwischen Populärkultur und politischer Mobilisierung. Gießen, 2022: Psychosozial Verlag, S. 281–304.
- Mischa Luy: Das bedrohte Selbst. Die Praxis des „Preppens“ als Lebens und Subjektivierungsform. In: Louis M. Berger, Hajo Raupach, Alexander Schnickmann (Hrsg.): Leben am Ende der Zeiten. Wissen, Praktiken und Zeitvorstellungen der Apokalypse. Campus-Verlag, Frankfurt am Main / New York 2021, ISBN 978-3-593-51141-2, S. 173–191.
- Maik Baumgärtner, Sven Röbel, Wolf Wiedmann-Schmidt: Ravioli und Gewehre. Wie „Prepper“ sich für die Apokalypse rüsten. In: Der Spiegel. Nr. 27, 30. Juni 2018, S. 49.
- Amanda A. Sims: Survival of the preppers: An exploration into the culture of prepping. Hrsg.: University of Missouri–Columbia. University of Missouri–Columbia, Missouri–Columbia 2017 (englisch, handle.net – Dissertation).
- Bertrand Vidal: Quand la bise fut venue. L’imaginaire alimentaire de la sub-culture prepper. In: ESSACHESS – Journal for Communication Studies. Band 8, Nr. 2(16), 12. April 2015, ISSN 1775-352X, S. 195–204 (englisch, essachess.com [abgerufen am 22. September 2018]).
- Alexander Neubacher, Tobias Schulze, Michael Stürzenhofecker: Sicherheit: Dosenbrot und Kurbellampe. In: Der Spiegel. Band 28, 8. Juli 2013 (spiegel.de [abgerufen am 22. September 2018]).
- Rainer B. Jogschies: Wo, bitte, geht´s zu meinem Bunker? Nachttischbuch, Berlin 2010, ISBN 978-3-937550-19-0.

### Fiktionales
- Cory Doctorow: Masque of the Red Death. In: Radicalized, Tor Books, New York City 2019, ISBN 9781250228581. Dystopische Kurzgeschichte über eine Preppergruppe und deren Handeln während einer Pandemie.
- Marc Elsberg: Blackout – Morgen ist es zu spät. Blanvalet Verlag, 2012, ISBN 978-3-7645-0445-8. Technik-Thriller, der einen großflächigen Stromausfall beschreibt.
- Jean Hegland: Die Lichtung, Originaltitel: Into the Forest, Fischer Verlag, 2004, ISBN 3-596-16018-9, aus dem Amerikanischen von Anne Steeb-Müller. Dystopischer Roman über zwei Schwestern, die in einem Haus im Wald den gesellschaftlichen Zusammenbruch miterleben.
- Karen Duve: Macht. Galiani, Berlin 2016, ISBN 978-3-86971-008-2. Der Ich-Erzähler hält seine Ehefrau mehrere Jahre lang in einem schalldichten Prepper-Raum gefangen. Die englische Ausgabe des Buches bei Dedalus trägt den Titel The Prepper room.

## Dokumentationen
- Caroline Rollinger, Benjamin Arcioli: 7 Tage… Endzeitstimmung. 7 Tage (NDR), 1. November 2017 (YouTube)
- Sascha Bisley: Szene Deutschland: Prepper – Leben für den Ernstfall. ZDFinfo vom 10. Januar 2018